# Дарите женщинам цветы
«Дари́те же́нщинам цветы́» — первый сингл казахстанского исполнителя Jazzdauren на русском языке, выпущенный 29 февраля 2024 года на всех музыкальных площадках. Музыку и слова написал продюсер Данияр Рахметжанов.
1 марта 2024 года на YouTube появилась видеоверсия трека. К июню 2024 года ролик посмотрели почти 54 миллиона раз.
Клип на песню вышел 24 мая 2024 года и меньше чем за месяц набрал около 16 миллионов просмотров.

## История
По словам Jazzdauren (наст. имя — Жандаурен Аблаев), песня была написана за полчаса Данияром Рахметжановым, продюсером исполнителя. По задумке музыкантов, сингл должен был транслировать слушателям идею о том, что счастье — в мелочах, в простых вещах.
Вначале был другой куплет, содержащий более глубокий смысл, однако не было запоминающейся фишки. После продюсеру пришла идея перечислить сорта цветов. И мы попали в точку. Много факторов, которые дополняют друг друга, что привлекло слушателей: вокал, аранжировка в стиле 80-х и тема, которая тронула сердца слушателей.Жандаурен Аблаев
1 марта состоялась мировая премьера трека. Тогда же на канале казахстанского лейбла DD Records, с которым сотрудничает Jazzdauren, вышла его видеоверсия: Жандаурен Аблаев стоит на фоне голубой стены, закрыв лицо букетом ромашек, а рядом возникает анимированный текст песни, синхронизированный с её словами. К маю 2024 года ролик набрал более 35 миллионов просмотров, к июню — почти 54 миллиона, став самым популярным (более 6,2 млн просмотров за неделю).
19 апреля 2024 года песня впервые попала на 71-е место YouTube Music Global Charts, а спустя несколько недель заняла 43-ю строчку чарта.
Кроме того, трек быстро завирусился в социальных сетях: к июню 2024 года под его звук сняли видео более 200 000 пользователей.

## Клип
24 мая 2024 года на песню «Дарите женщинам цветы» вышел клип. На видео Жандаурен Аблаев едет по Уральску на велосипеде с корзинами цветов, поёт и раздаёт прохожим женщинам букеты. За четыре дня ролик посмотрели свыше миллиона раз. К июню 2024 года он набрал около 16 миллионов просмотров.

## Чарты
| Чарт                        | Высшая позиция | Кол-во недель в чарте |
| --------------------------- | -------------- | --------------------- |
| YouTube Music Global Charts | 43             | 8                     |